# Light for Knight
「Light for Knight」（ライト・フォー・ナイト）は、三森すずこの5枚目のシングル。2015年10月21日にポニーキャニオンから発売された。

## 概要
前作「せいいっぱい、つたえたい！」から1年2ヶ月ぶりのリリースとなるシングル。販売形態は初回限定盤（PCCG-01491）と通常盤（PCCG-70273）の2種類で、初回限定盤にはブックレットのほかに、「Light for Knight」のPVとそのメイキング映像やオフショット映像が収録されたDVDが付属する。
表題曲は、三森も出演するテレビアニメ『 ランス・アンド・マスクス 』のオープニングテーマに起用されたロックチューン。作品の内容に合わせて、男性目線の凛々しい楽曲として制作されている。
また、カップリング曲の「スマイリウム」は三森が三好啓太と共同で作詞を行った楽曲で、タイトル名はファンへの感謝を込めて「スマイル」と空間や施設を意味する「リウム」を合体させた造語になっている。
「Light for Knight」のPVは、三森がチェスでキングの駒になっている自身を守りながら勝利を目指す内容になっている。
三森のワンマンライブ『Mimori Suzuko Live Tour 2016 “Grand Revue”』では『Xenotopia』と共に”おもちゃ箱”というテーマを組み込み、この2曲では曲中におもちゃの兵隊になって戦いながら踊るシーンを入れた。

## シングル収録内容
| #         | タイトル                           | 作詞                 | 作曲・編曲         | 時間  |
| --------- | ---------------------------------- | -------------------- | ------------------ | ----- |
| 1.        | 「Light for Knight」               | UINA☆BUNNY           | 浅田靖、小高光太郎 | 3:32  |
| 2.        | 「スマイリウム」                   | 三好啓太、三森すずこ | 三好啓太           | 5:11  |
| 3.        | 「Light for Knight」(Instrumental) |                      |                    | 3:32  |
| 4.        | 「スマイリウム」(Instrumental)     |                      |                    | 4:23  |
| 合計時間: | 合計時間:                          | 合計時間:            | 合計時間:          | 16:38 |

| #  | タイトル                          | 作詞 | 作曲・編曲 | 時間 |
| -- | --------------------------------- | ---- | ---------- | ---- |
| 1. | 「Light for Knight」(Music Video) |      |            | 3:30 |
| 2. | 「Making of Light for Knight」    |      |            |      |
| 3. | 「off shot」                      |      |            |      |